# Réveil d'Azusa Street
Le Réveil d'Azusa Street  est une manifestation de Réveil qui a eu lieu à Los Angeles, en Californie, à partir de 1906 et qui est à l'origine du mouvement pentecôtiste. Il a été dirigé par le pasteur afro-américain William J. Seymour et a continué jusqu'en  1915. Il a été caractérisé par des expériences spirituelles accompagnées de témoignages de guérison physique miraculeuses, des cultes et du parler en langues. Critiqué à l'époque par les médias et par de nombreux théologiens chrétiens pour ce qu'il considéraient comme des comportements scandaleux et peu orthodoxes, ce Réveil est à présent considéré par les historiens comme le principal catalyseur de la diffusion du pentecôtisme au XXe siècle.

## Contexte

### Los Angeles

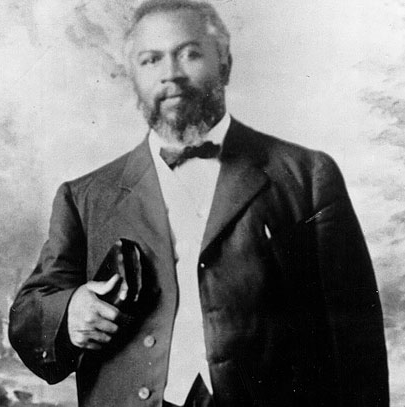
William J. Seymour, leader du Réveil d'Azusa Street

En 1905, William J. Seymour, fils d'esclaves affranchis, alors âgé de 34 ans, était le pasteur intérimaire d'une petite église du Mouvement de sanctification à Topeka au Kansas et il était aussi un élève du prédicateur de Topeka Charles Parham, pasteur et théologien fondateur du pentecôtisme. Neely Terry, une femme afro-américaine qui était membre d'une paroisse du Mouvement de sanctification de Los Angeles fit un voyage pour rendre visite à sa  famille à Houston à la fin de 1905. Lors de ce séjour, elle assista à un culte dans une église où prêchait William Seymour. Son sermon traitait de la réception du Saint-Esprit avec comme signe le parler en langues étrangères, et, même si elle n'en avait pas personnellement fait l'expérience, Madame Terry fut impressionnée par le caractère et le message du pasteur Seymour. De retour en Californie, elle suggéra et obtint que le pasteur Seymour soit invité à parler à l'église locale. Seymour accepta l'invitation en février 1906, et il reçut une aide financière et une bénédiction de Parham pour son projet de visite d'un mois .
Seymour arriva à Los Angeles le 22 février 1906, et deux jours plus tard il prêchait à l'église de la pasteure Julia Hutchins, à l'angle de la Neuvième Rue et de l'Avenue de Santa Fe, à Los Angeles. Lors de ce premier sermon, il affirmait que le parler en langues était le premier signe biblique ("biblical evidence") manifestant que le croyant était rempli par le Saint-Esprit, mais il reconnaissait ne pas en avoir fait l'expérience lui-même. Le dimanche suivant, le 4 mars, il retourna à l'église et constata que Julia Hutchins en avait cadenassé la porte. Le Conseil presbytéral avait rejeté l'enseignement de  Seymour, principalement parce qu'il n'avait pas encore fait l'expérience de ce dont il parlait. Cette condamnation était aussi partagée par l'association des églises du Mouvement de sanctification de Californie du Sud à laquelle cette paroisse appartenait. Cependant, certains des membres de l'église de Hutchins ne rejetaient pas la prédication de Seymour. Il fut invité à loger dans la maison d'un membre de la paroisse, Edward S. Lee, et il commença à y tenir des études bibliques et des réunions de prière.

### Rue North Bonnie Brae

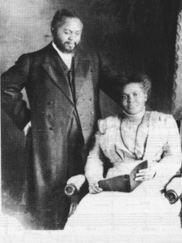
William Seymour et sa femme Jennie.

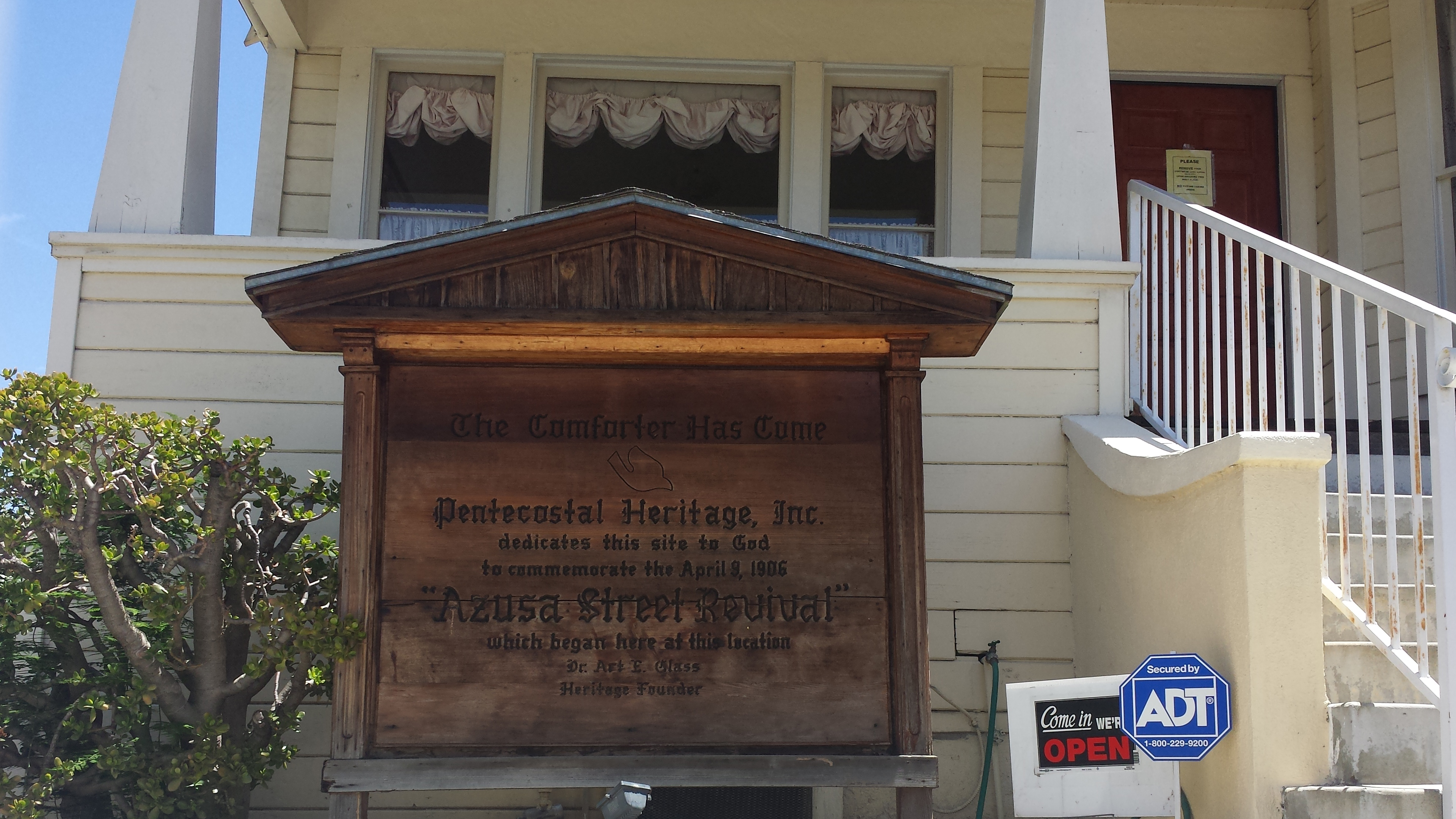
Maison des Asberry sur la rue Bonnie Brae, où commença le Réveil d'Azusa Street.

Le pasteur Seymour et son petit groupe de nouveaux adeptes eurent bientôt emménagé dans la maison de Richard et Ruth Asberry à 216 North Bonnie Brae Street. Des familles locales blanches des églises locales du Mouvement de sanctification ont commencé à y assister au culte, ce qui donnait une allure multi-raciale aux cultes. Le groupe se réunissait régulièrement et priait pour recevoir le baptême du Saint-Esprit. Le 9 avril 1906, après cinq semaines de prédication et de prière présidées par Seymour, et après trois jours de jeûne, Edward S. Lee parla en langues pour la première fois,. Lors de la réunion suivante, Seymour partagea le témoignage de Lee et prononça un sermon sur Actes 2:4 et bientôt six autres personnes se mirent à parler en langues, y compris Jennie Moore, qui allait plus tard devenir l'épouse de William Seymour. Quelques jours plus tard, le 12 avril, Seymour parla en langues pour la première fois après avoir prié toute la nuit,.
Les échos de ces événements de North Bonnie Brae Street circulèrent rapidement parmi les habitants de Los Angeles, afro-américains, latinos et blancs, et, pendant plusieurs nuits, divers orateurs vinrent prêcher, depuis le porche de la maison des Asberry, à la foule de curieux et de participants réellement intéressés. L'auditoire comprenait un large éventail de classes sociales et d'origines religieuses. Julia Hutchins parla à son tour en langues alors que toute sa congrégation avait commencé à assister aux réunions. Bientôt, la foule devint immense et la rue débordait de gens parlant en langues, criant, chantant et gémissant. Finalement, le porche de la maison s'effondra, ce qui força le groupe à rechercher un nouveau lieu de rencontre. Un résident du quartier décrit ainsi les événements de 216 Nord Bonnie Brae : « Ils crièrent pendant trois jours et trois nuits. On était à Pâques. Des gens venaient de partout. Le lendemain matin, il n'y avait plus moyen de s'approcher de la maison. Lorsque les gens arrivaient, ils tombaient sous le contrôle de Dieu, et toute la ville en était troublée. Ils crièrent jusqu'à ce que les fondations de la maison s'effondrent, mais personne ne fut blessé. »

## Azusa Street

### Conditions

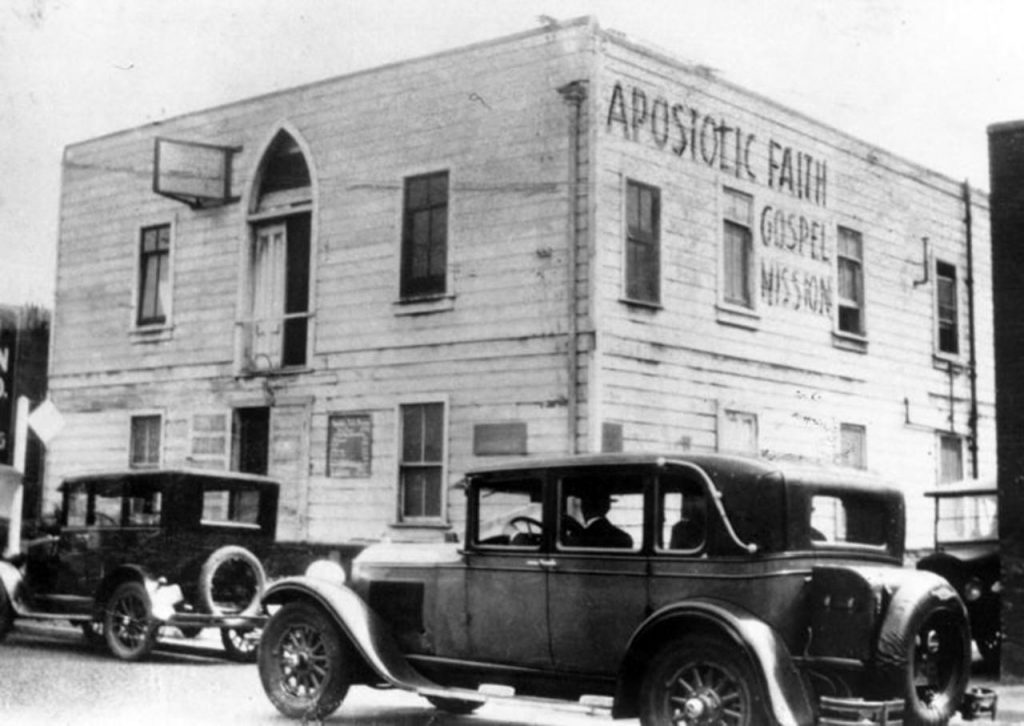
La "Mission de la Foi apostolique", lieu de naissance du Pentecôtisme.

Le groupe de North Bonnie Brae Street finit par découvrir une construction disponibles dans le centre de Los Angeles, au 312 Azusa Street (34° 02′ 54″ N, 118° 14′ 28″ O). C'était à l'origine une Église épiscopale méthodiste africaine, bâtie dans ce qui était alors un quartier pauvre de la ville. Elle était en mauvais état et le loyer était de 8 dollars par mois. Depuis que l'église africaine avait déménagé, le bâtiment avait servi de magasin de gros, d'entrepôt, de réserve de bois, de  parcs à bestiaux, une pierre tombale de la boutique, et avait fini par être utilisé comme écurie, avec des chambres à louer à l'étage. C'était un petit bâtiment rectangulaire à toit plat, d'environ 18 mètres de long et 12 mètres de large, pour une surface totale de 220 m2. Le seul signe qui rappelait son ancien statut d'église était une fenêtre de style gothique au dessus de l'entrée principale.
À la mi-mai 1906, de 300 à 1 500 personnes tentaient de se caser dans le bâtiment lors des cultes qui réunissaient des personnes d'origines diverses : hommes, femmes, enfants, de toutes races, de tous milieux. Ils avaient afflué à Los Angeles à la fois avec du scepticisme et avec un désir de participer. Le brassage des races et la participation des femmes au leadership ont été des caractéristiques remarquables du mouvement, à contre-courant de la société de l'époque, puisqu'on était en 1906 au sommet du mouvement de ségrégation raciale des "lois Jim Crow", et quatorze ans avant l'accord du droit de vote aux femmes américaines.

### Louange et culte
Les cultes étaient fréquents et spontanés au 312 Azusa Street et parfois presque de manière continue 24 heures sur 24. Ce mouvement de Réveil attirait non seulement les membres du Mouvement de la Sainteté, mais aussi des baptistes, des mennonites, des quakers et des presbytériens. Un observateur de l'un des services religieux le décrit ainsi : « Aucun instrument de musique n'est utilisé. Il n'y en a pas besoin. Pas de chœur - certains ont entendu les anges en esprit. No collections are taken. Aucune affiche n'a été collée pour annoncer les réunions. Aucune organistion ecclésiale ne soutient le mouvement. Tous ceux qui sont en contact avec Dieu réalisent dès qu'ils entrent que c'est l'Esprit Saint qui dirige »
Le Los Angeles Times n'était pas aussi positif : « Les réunions se tiennent dans un abri délabré d'Azusa Street, et les dévots de cette étrange doctrine pratiquent les rites les plus fanatiques, prêchent les théories les plus folles et se mettent eux-mêmes dans un état d'excitation folle dans leur zèle très spécial. Des Afro-Américains et quelques Blancs composent la congrégation, et la nuit est rendue affreuse dans le voisinage par les hurlements des fidèles, qui passent des heures à se balancer dans une attitude nerveuse de prière et de supplication. Ils prétendent avoir le «don des langues» et être capables de comprendre les "Babel". »
La première édition du journal la Foi Apostolique revendiquait une réaction commune de la plupart des visiteurs : « Des ecclésiastiques fiers et bien mis venaient "investiguer". Très vite, leurs airs hautains étaient remplacées par l'émerveillement, puis par de la conviction, et très souvent on les retrouvait se roulant par terre sur le sol sale, demandant à Dieu de leur pardonner et de les rendre comme de petits enfants. »

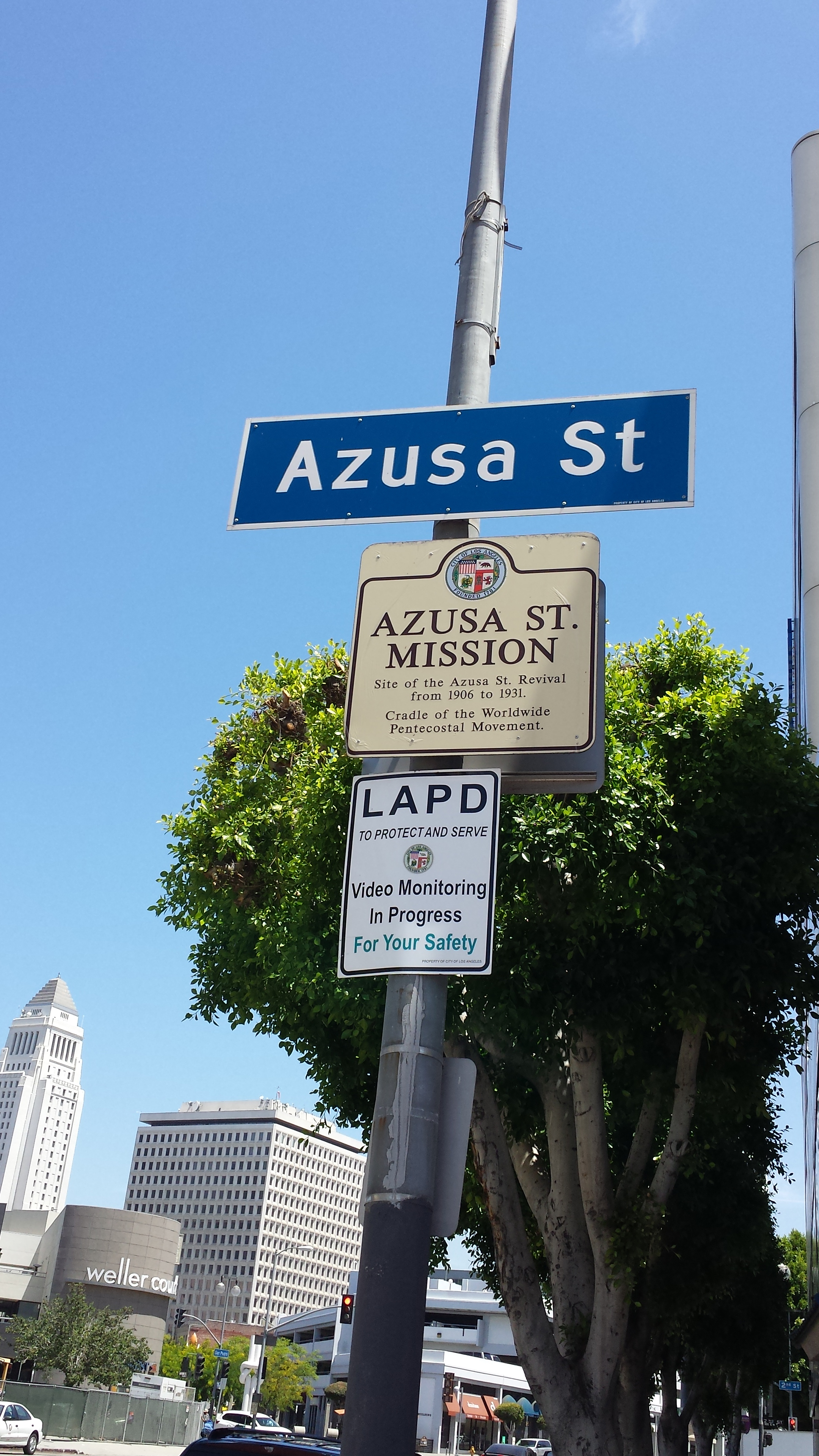
Le panneau signalant l'historique d'Azusa Street à Los Angeles.

Des comptes rendus de première main  rapportent des cas d'aveugles ayant recouvré la vue, de maladies guéries instantanément, et d'immigrants parlant en allemand, yiddish ou espagnol, tout en étant traduits par des Afro-Américains sans éducation qui s'adressaient à eux dans leur langue maternelle, du fait d'une "capacité surnaturelle".
Le chant était sporadique et a capella, et occasionnellement, en langues. Il y avait parfois de longues périodes de silence. Certains auditeurs avaient des périodes de prostration. Les visiteurs donnaient leur témoignage, et les membres lisaient à haute voix ceux qui avaient été transmis par la poste. Il y avait une prière pour le don des langues. Il y avait la prière en langues pour les malades, pour les missionnaires, et quelles que soient les demandes transmises par des auditeurs ou la poste. Il avait des prédications spontanées et des appels depuis l'autel au salut, à sanctification et au baptême du Saint-Esprit. Laurent Catley, dont la famille a assisté au Réveil, a déclaré que, dans la plupart des services religieux, la prédication se composait d'une lecture biblique de Seymour et par des prises de parole spontanées des fidèles pour prêcher ou témoigner qu'ils étaient dirigés par le Saint-Esprit. Beaucoup de gens poussaient constamment des cris tout au long des réunions. Les membres de la mission n'a jamais quêté, mais il y avait une corbeille près de la porte pour que ceux qui voulaient soutenir le Réveil puissent donner. Les membres proprement dits de la Mission d'Azusa Street Mission n'ont jamais été beaucoup plus que 50 à 60 personnes avecc des centaines et des milliers de personnes visitant ou séjournant temporairement au fil des ans.

### Charles Parham
En octobre 1906, Charles Parham fut invité à parler à des réunions à Azusa Street mais cette invitation fut rapidement retirée. Parham était en conflit avec Seymour et voulait être le leader du mouvement qui se formait, mais les leaders de la Mission de la Foi apostolique étaient lents à prendre des décisions ou à changer leurs méthodes ou les responsables.

### Critique
Dans une "une" pleine de scepticisme intitulée "Une étrange tour de Babel de langues", un journaliste du Los Angeles Times tentait de décrire ce qui serait bientôt connu comme le Réveil de Azusa Street : "Soufflant des paroles étranges et exprimant un credo qu'aucun mortel sain d'esprit ne saurait comprendre, la dernière secte religieuse a commencé à Los Angeles". Un autre journal local donnait en septembre 1906 cette description des événements : « ...honteux mélange de races...ils pleurent et poussent des hurlements tout le jour et dans la nuit. Ils courent, sautent, tremblent de tous les côtés, crient à tue-tête, tournent en rond, tombent sur le plancher recouvert de sciure de bois, se débattent et se roulent partout. Certains d'entre eux s'évanouissent et ne bougent pas pendant des heures comme s'ils étaient morts. Ces gens semblent être fous, mentalement dérangés ou sous l'emprise d'un sortilège. Ils prétendent être remplis de l'Esprit saint. Ils ont un nègre borgne illettré comme principal prédicateur, qui reste à genoux la plupart du temps, la tête cachée entre les caisses de lait en bois. Il ne parle pas beaucoup mais on l'entend parfois crier « Repentez vous », et c'est lui qui, prétendument, dirige tout... Ils chantent de manière répétée le même chant, «Le consolateur est venu». »

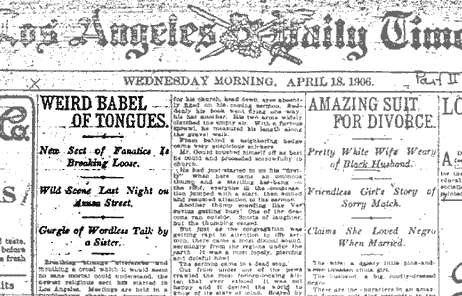
Article du LA Timescritiquant les comportements des participants au Réveil d'Azusa Street.

Les chrétiens de nombreuses traditions étaient très critiques, disant que le mouvement était hyper-émotionnel, détournait l’Écriture et perdait son christocentrisme en exagérant l'importance du Saint-Esprit. Très rapidement les pasteurs ont mis en garde leurs paroisses contre la Mission d'Azusa Street. Certains se plaignirent à la police et essayèrent de faire fermer le bâtiment.

### Le journal "La foi apostolique"

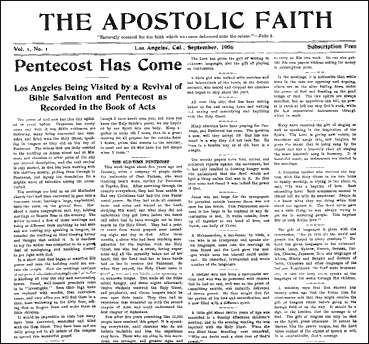
Titre du tout premier numéro de La Foi apostolique, de septembre 1906

C'est aussi en septembre 1906 que fut lancé le journal "La Foi apostolique", organe du Réveil d'Azusa Street. Des numéros parurent irrégulièrement jusqu'en mai 1908, pour la plupart écrites par le pasteur Seymour et par une femme nommée Clara Lum, membre de la Mission de la Foi apostolique. Le journal était distribué gratuitement à des milliers d'exemplaires. Cinq mille exemplaires du premier numéro furent imprimés et le tirage atteignait plus de 40 000 exemplaires en 1907.
Ce journal rendait compte au monde entier des événements à Azusa Street. Son premier numéro titrait : "La Pentecôte est arrivée". Un numéro de 1907 disait : "un signe de la venue du Seigneur est qu'il mêle toutes les races et toutes les nations ensemble et qu'ils sont emplis du pouvoir et de la gloire de Dieu. Il les baptise dans un seul Esprit et les réunit en un seul corps pour former un peuple qui sera prêt à Le rencontrer lorsqu'Il reviendra". La Foi apostolique a attiré une attention croissante sur les événements de la rue Azusa et sur le mouvement naissant qui émergeait de ce Réveil.

## Postérité

### Communauté d'Azusa Street
En 1913, le Réveil d'Azusa Street avait perdu de sa force et les médias s'en désintéressent totalement à partir de 1915. Seymour et son épouse restèrent sur place et continuèrent à servir la petite paroisse afro-américaine d'Azusa Street, tout en faisant de fréquents voyages pour aider d'autres réveils. Après la mort de Seymour d'une crise cardiaque en 1922, son épouse Jennie fut la pasteure de la communauté jusqu'en 1931, date où la paroisse fut expulsée du bâtiment.

### Envoi de missionnaires
Des milliers de personnes vinrent à Azusa Street pour assister par elles-mêmes au Réveil et repartirent avec l'intention d'évangéliser au loin. Le pasteur K. E. M. Spooner participa au Réveil en 1909 et devint l'un des plus efficaces missionnaires de l’Église de la Sanctification de Pentecôte en Afrique, travaillant  parmi le peuple Tswana du Botswana.
A. G. Garr et sa femme furent envoyés d'Azusa Street à Calcutta, où ils lancèrent un petit Réveil. Le parler en langue ne leur donna toutefois pas accès au bengali. Les Garrs se rendirent ensuite à Hong-Kong et commencèrent à répandre le pentecôtisme en Chine. Ils purent s'appuyer pour cela sur les autres églises et organisations protestantes déjà présentes en Chine. Garr contribua aussi à fixer les doctrines pentecôtistes en réformulant la doctrine de l'« évidence biblique » et en changeant celle du parler en langues d'un outil d'évangélisation à un don de « puissance spirituelle ».
Le missionnaire Bernt Bernsten vint spécialement de Chine du nord pour comprendre ce qui se passait à Azusa Street après avoir entendu dire que  la préphétie du livre des Actes 2:4 était en train d'être accomplie. De nombreux autres visiteurs partaient chaque mois d'Azusa Street pour porter le message dans toutes les régions du monde, cela en si grand nombre (38 missionnaires partirent rien qu'en octobre 1906) qu'en moins de  deux ans le mouvement s'était étendu à plus de cinquante pays, dont le Royaume-Uni, les pays scandinaves, l'Allemagne, les Pays-Bas, l'Egypte, la Syrie, la Palestine, l'Afrique du sud, Hong Kong et la Chine continentale, Ceylan et l'Inde.

### Naissance du pentecôtisme

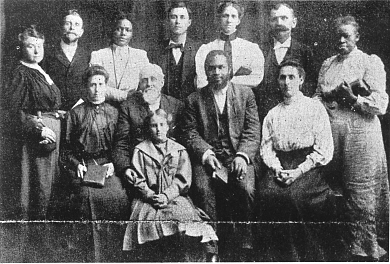
Les dirigeants de l' "Apostolic Faith Mission". Seymour est au premier rang (2e à partir de la droite), Jennie est au dernier rang (3e à partir de la gauche).

Dès la fin de 1906, la plupart des leaders d'Azusa Street l'avaient quitté pour créer de nouvelles communautés. Par exemple, la Mission de la foi apostolique de la 51e rue, la MFA hispanique, ou la Mission pentecôtiste italienne... Ces communautés étaient largement composées d'iimmigrants ou de minorités ethniques. Le Sud-Est des États-Unis fut la zone de croissance la plus importante car l'approche de Seymour permettait de rationaliser l'atmosphère spirituelle charismatique qui régnait déjà habituellement dans ces régions. 
De nombreuses paroisses méthodistes du Mouvement de sanctification déjà existantes adoptèrent le message pentecôtiste. De nouvelles paroisses furent aussi fondées en raison de différences théologiques entre les méthodistes et les pentecôtistes tels que les Assemblées de Dieu créées en 1914 ou l’Église pentecôtiste de Dieu (Pentacostal Church of God) créée en 1919. Une controverse doctrinale créa très tôt une division entre pentecôtistes trinitaires et pentecôtistes unitariens, qui fondèrent les Assemblées pentecôtistes du monde (Pentecostal Assemblies of the World) en 1916.
Aujourd'hui, les effectifs pentecôtistes atteignent 500 millions de personnes dans le monde, et on considère qu'il s'agit de la branche du christianisme qui croît le plus rapidement. Le Réveil d'Azusa Street est considéré comme le moment fondateur du pentecôtisme moderne,.